# Bella Vista (Asunción)
Bella Vista  es un populoso barrio de la ciudad de Asunción, capital de la República del Paraguay.

## Características
Bella Vista, constituido a fines de la década 60, estaba ubicado en una zona alta desde donde se podía observar el bello paisaje de los alrededores.
El progreso del barrio se aceleró con la construcción de importantes centros asistenciales como el Hospital Lacimet, el Sanatorio Juan Max Boettner y el Hospital Neurosiquiátrico. Instituciones que brindan a propios y extraños apoyo, y buen servicio. 

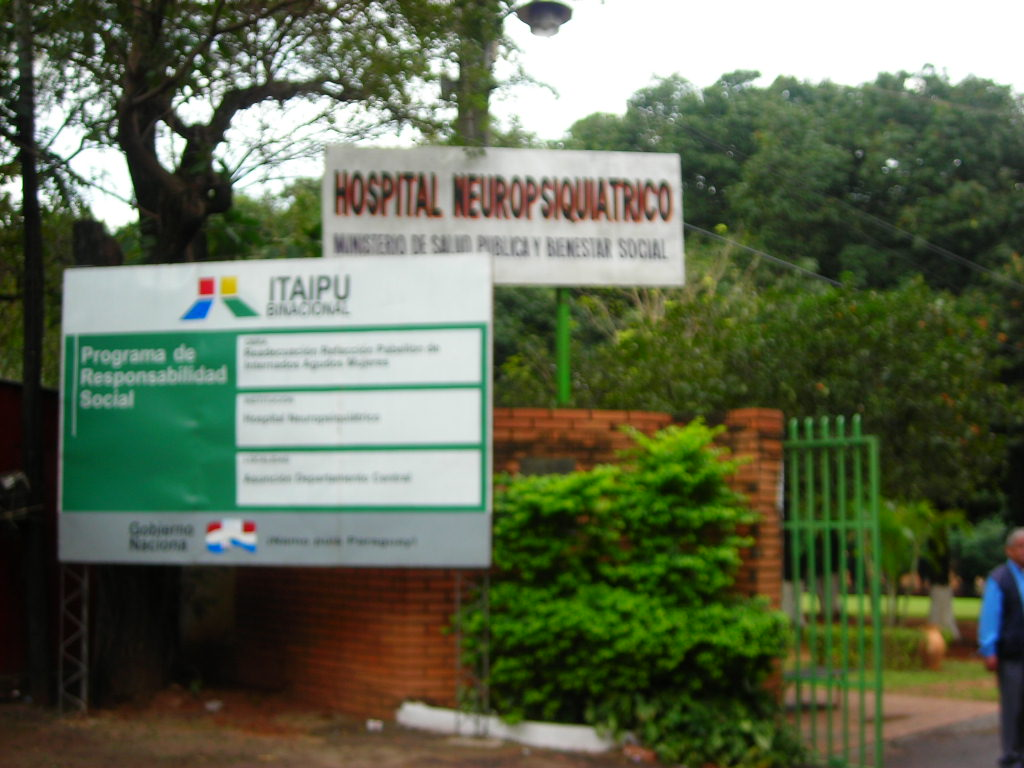
Hospital Neurosiquiátrico.

El Centro Terapéutico y Entrenamiento Vocacional capacita a ciudadanos y ciudadanas para adquirir conocimientos a nivel profesional.

## Geografía
Situado en la ciudad de Asunción, Distrito capital del Paraguay, en la Región Oriental, dentro de la bahía del Río Paraguay, ciudad cosmopolita, donde confluyen personas de distintas regiones del país y extranjeros que la habitan, ya arraigados en ella.

## Clima
Vientos predominantes del norte y sur. Clima subtropical, la temperatura media es de 28 °C en el verano y 17 °C en el invierno. El promedio anual de precipitaciones es de 1700 mm.

## Límites
El barrio Bella Vista tiene como límites
- Al norte Virgen de la Asunción
- Al sur Villa Morra
- Al este Santo Domingo
- Al oeste Virgen del Huerto

Está separada por la calle San Salvador, el arroyo Mburicaó y las Avdas. General Genes y Venezuela.

## Superficie
Su superficie total es de 0.97 {\displaystyle km^{2}}, el terreno posee marcado desnivel definido por el cauce del arroyo Mburicaó, que lo separa del barrio Santa Rosa. El uso de suelo es predominantemente habitacional.

## Hidrografía
El arroyo Mburicaó corre en medio de zanjas profundas y constituye el accidente topográfico más importante del barrio.

## Transporte
Las líneas de transporte que circulan por el barrio son 40-36, 37-C, 34, 6-1, 3-2, 3-1, 1-A.

## Vías y Medios de Comunicación
Sus principales vías de comunicación son las calles Venezuela, General Genes, Cervantes, Teniente Virgilio Molas y Santa Rosa, todas asfaltadas.
Operan cuatro canales de televisión abiertos y varias empresas que emiten señales por cable. Se conectan con veinte emisoras de radio que transmiten en frecuencias AM y FM. Cuenta con los servicios telefónicos de Copaco y los de telefonía celular, además cuenta con varios otros medios de comunicación y a todos los lugares llegan los diarios capitalinos.

## Población
Este barrio cuenta con un total de 4.560 habitantes aproximadamente de los cuales el 52% son mujeres y el 48% son hombres. La densidad poblacional es de 4.694 hab. {\displaystyle km^{2}}.

## Demografía
Existen 730 viviendas aproximadamente, predominan las Standard, es decir, en buen estado de mantenimiento. El porcentaje de cobertura de servicios es el siguiente:
- El 95% de las viviendas poseen energía eléctrica.
- El 90% de las viviendas poseen agua corriente.
- El 95% de las viviendas poseen el servicio de recolección de basura.
- El 80% de las viviendas poseen red telefónica.

Los pobladores son en general de clase media y tienen pequeños comercios como peluquerías, despensas, ferreterías y farmacias.
En cuanto al servicio de salud en el barrio, se cuenta con la cobertura de instituciones privadas y públicas que prestan servicios de internación a enfermos de Tuberculosis T. B. C., consultas clínicas, neumología para niños y adultos, distribución de medicamentos gratuitos, internación ginecoobstetricia, atención a enfermos terminales, pediatría, traumatología, urología, clínica general, análisis clínicos y especializados.
El hospital Neurosiquiátrico brinda atención a personas con enfermedades mentales.
En materia educativa el barrio cuenta con dos instituciones una pública y otra privada con enseñanza primaria y secundaria.

## Principales problemas del barrio
- Falta de documentación de los terrenos ocupados por varias familias.
- Ocupación de terrenos destinados a espacios verdes, sin control.
- Falta de fuentes de trabajo para los habitantes de la zona.

## Instituciones y Organizaciones existentes
Comisiones vecinales 
Existen dos comisiones vecinales 
- Santa Lucía
- Bella Vista
- Comisión La Unión.

Otras
- Grupo de la Capilla Santa Lucía
- Centro Cristiano de Consejera Espiritual y Familiar

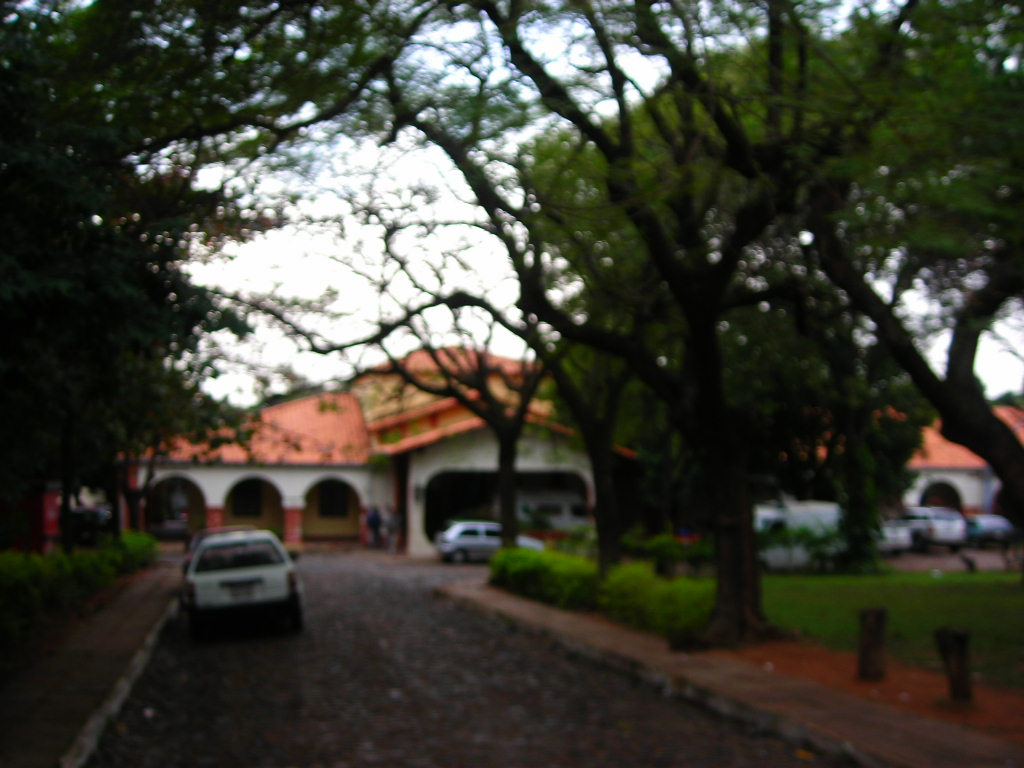
Hospital Max Boettner.

## Instituciones No Gubernamentales
Religiosas Católicas
- Capilla Santa Librada
- Protestantes
- Iglesia Evangélica Emanuel

Educativa
- Colegio Privado San Agustín

## Instituciones Gubernamentales
- Hogar Nacional de Niños y Ancianos

Servicios Sanitarios
- Sanatorio Juan Max Boettner
- Hospital Lacimet
- Hospital Neurosiquíatrico* Centro Terapéutico y Entrenamiento Vocacional.

Educativas 
- Colegio y Escuela Nuestra Señora de la Asunción.
- Escuela Juana María de Lara.